# Паттинсон, Роберт
Ро́берт Ду́глас То́мас Па́ттинсон (англ. Robert Douglas Thomas Pattinson; род. 13 мая 1986) — британский актёр, модель и музыкант. Его карьера гармонично сочетает участие в масштабных голливудских проектах и работах независимого кино, а совокупные сборы фильмов с его участием превысили $4,7 миллиарда. Признание Паттинсона вышло за рамки кинематографа: в 2010 году он вошёл в список 100 самых влиятельных людей мира по версии журнала Time, а издание Forbes неоднократно включало его в рейтинг Celebrity 100, учитывающий доходы и медийное влияние знаменитостей.
Уроженец Лондона, Паттинсон начал свой творческий путь в тринадцать лет, играя в любительских театральных постановках. Его первые шаги в кино были скромными — эпизодические роли, включая появление в экранизации классического романа «Ярмарка тщеславия» (2004). Однако уже через год он обратил на себя внимание, воплотив образ Седрика Диггори в фильме «Гарри Поттер и Кубок огня» (2005). Первую главную роль актёр получил в независимом триллере «Преследователь Тоби Джагга» (2006), но подлинный мировой успех пришёл к нему после выхода саги «Сумерки» (2008—2012), где он сыграл романтичного вампира Эдварда Каллена. Пять фильмов франшизы стали одними из самых кассовых в истории, собрав более $3,3 миллиарда, а сам Паттинсон превратился в поп-икону. Параллельно он закрепил статус кинозвезды, снявшись в романтических драмах «Помни меня» (2010) и «Воды слонам!» (2011), демонстрируя способность сочетать коммерческие проекты с драматическими ролями.
Со второй половины 2010-х годов Паттинсон сознательно сместил акцент в сторону авторского кино, сотрудничая с выдающимися режиссёрами. Критики отметили его смелые эксперименты: от холодного финансиста в «Космополисе» (2012) Дэвида Кроненберга до авантюриста в «Затерянном городе Z» (2016) Джеймса Грэя, от отчаянного преступника в «Хорошем времени» (2017) братьев Сафди до загадочного астронавта в «Высшем обществе» (2018) Клер Дени. Особое признание принесла ему роль смотрителя маяка в одноимённом психологическом хорроре Роберта Эггерса (2019), где его игра в дуэте с Уильямом Дефо была названа виртуозной. Впоследствии актёр вернулся в блокбастеры, снявшись в интеллектуальном триллере Кристофера Нолана «Довод» (2020), а затем перевоплотился в Бэтмена в одноимённой картине Мэтта Ривза (2022), предложив неожиданно мрачную и психологически сложную трактовку культового персонажа.
Помимо актёрской работы, Паттинсон проявляет себя как многогранная личность: он участвовал в создании саундтреков для нескольких фильмов, с детства совмещает кинокарьеру с модельным бизнесом, а с 2013 года является лицом парфюмерной линии Dior Homme. Его неоднократно включали в списки самых стильных и привлекательных знаменитостей, а пресса регулярно называет его секс-символом современного кино. С 2018 года Паттинсон состоит в отношениях с певицей и актрисой Сьюки Уотерхаус, от которой у него есть ребёнок. Активно занимаясь благотворительностью, он поддерживает организацию GO Campaign, помогающую детям по всему миру.

## Ранние годы
Роберт Дуглас Томас Паттинсон родился 13 мая 1986 года в лондонском районе Барнс. Его отец, Ричард, занимался импортом автомобилей из США, а мать, Клэр, работала в модельном агентстве. У актёра есть две старшие сестры — Виктория и Элизабет, которые в детстве часто наряжали его в девичьи платья, придумав для него альтер-эго по имени Клаудия. С четырёх лет Паттинсон посещал подготовительную школу для мальчиков Tower House School, где увлёкся музыкой — начал осваивать фортепиано и гитару. Уже в шестилетнем возрасте он дебютировал в любительских спектаклях, включая постановку по мотивам романа Уильяма Голдинга «Повелитель мух».
Несмотря на творческие склонности, в детстве Паттинсон отличался неорганизованностью — избегал выполнения домашних заданий и проявлял беспечность в учёбе. В свободное время он предпочитал футбол, видеоигры и просмотр телешоу вроде «Доктора Кто». В 12 лет его исключили из Tower House за кражу эротических журналов, после чего родители перевели его в школу The Harrodian School. Здесь он обнаружил способности к гуманитарным наукам, назвав английскую литературу своим любимым предметом. В подростковом возрасте Паттинсон пробовал себя в качестве фотомодели для британских брендов и даже занимался дизайном одежды. К 17 годам его музыкальные увлечения переросли в серьёзное хобби. Он выступал в лондонских пабах с акустическими сетами либо сольно под псевдонимом Бобби Дюпи, либо в составе группы Bad Girls.
Хотя изначально Паттинсон планировал связать жизнь с музыкой или изучением риторики, судьба распорядилась иначе. В 13 лет, по совету отца, он присоединился к местному театральному сообществу Barnes Theatre Company — это должно было помочь ему преодолеть природную застенчивость. Начав с работы за кулисами, он вскоре получил первую роль в мюзикле «Парни и куколки», где играл кубинского танцора без слов. Успех пришёл с главной ролью в спектакле «Наш городок», после которого его заметил агент по поиску талантов. Это открыло дверь в профессиональный актёрский мир. Впоследствии Паттинсон участвовал в таких постановках, как «Макбет», «Что бы ни случилось» и «Тэсс из рода д’Эрбервиллей», хотя изначально даже не рассматривал актёрство как карьеру — один из педагогов отговаривал его от занятий драмой, считая его лишённым творческого потенциала.
Планы поступить в университет пришлось отложить из-за съёмок в «Гарри Поттер и Кубок огня». В этот период Паттинсон снимал квартиру в Сохо вместе с другом детства, актёром Томом Старриджем. Этот этап жизни стал переломным: случайное увлечение театром, начатое как способ борьбы с робостью, неожиданно превратилось в профессию, которая впоследствии принесла ему мировую славу.

## Кинокарьера

### 2004—2007. Начало карьеры
- «Любовники с Нового моста»

Первой киноролью Паттинсона стало участие в костюмированной драме Миры Наир «Ярмарка тщеславия» (2004) — экранизации одноимённого романа Уильяма Теккерея, где он должен был сыграть сына Бекки Шарп. Однако его сцены были вырезаны из финальной версии и сохранились лишь в DVD-релизе. Впоследствии актёр с иронией вспоминал об этом опыте: «Моя первая работа — играть сына Риз Уизерспун, при том что я вообще не учился актёрскому мастерству. Никакой драматической школы — только один любительский спектакль за плечами, и вот ты уже снимаешься с Риз Уизерспун». В том же году он получил более заметную роль в телефильме «Кольцо Нибелунгов», где снялся вместе с Максом фон Сюдовым и Джулианом Сэндсом. Постановка Ули Эделя, основанная на германо-скандинавском эпосе, рассказывала о юном кузнеце Зигфриде (Бенно Фюрман), убивающем дракона и влюбляющемся в королеву Брунхильду (Кристанна Локен). Паттинсон исполнил роль Гизельхера — младшего брата короля Гунтера и принцессы Кримхильды.
Переломным моментом в карьере актёра стало участие в фэнтези «Гарри Поттер и Кубок огня» (2005), где он воплотил образ Седрика Диггори — благородного ученика Хогвартса, ставшего одним из участников Турнира Трёх Волшебников. Режиссёр Майк Ньюэлл подчёркивал, что Паттинсон идеально подходил на эту роль: «Седрик воплощает всё, чего можно ожидать от чемпиона Хогвартса. Роберт будто родился для этой роли — он квинтэссенция английского аристократизма с классической внешностью выпускника престижной школы». Для съёмок в фильме актёр освоил подводное плавание, а после выхода картины, собравшей в мировом прокате почти $897 миллионов и ставшей самым кассовым фильмом 2005 года, был назван «Британской звездой завтрашнего дня» по версии The Times и получил сравнения с молодым Джудом Лоу.
В 2006 году Паттинсон снялся в психологическом триллере BBC Four «Преследователь Тоби Джагга» — экранизации романа Денниса Уитли, действие которого разворачивается во время Второй мировой войны. Он сыграл пилота Тоби Джагга, получившего тяжёлое ранение, приведшее к параличу и психическому расстройству. Сам актёр называл эту роль своим «лучшим актёрским опытом», а критики отметили его умение передать нарастающий ужас и экзистенциальное отчаяние героя. The Stage писал, что Паттинсон «соединил в своей игре юношескую уязвимость с горьким цинизмом человека, познавшего ужасы войны». Год спустя он появился в телевизионной драме «Дневник плохой мамаши», экранизации романа Кейт Лонг, где сыграл застенчивого юношу Дэниела, влюблённого в девушку, переживающую сложный период после расставания с парнем и конфликтов с матерью. Этот период карьеры продемонстрировал раннюю склонность Паттинсона к сложным, психологически насыщенным ролям, предвосхитив его дальнейшую эволюцию как актёра.

### 2008—2012. Сага «Сумерки» и мировое признание
В 2008 году Паттинсон сыграл главную роль в независимом фильме «Переходный возраст», режиссёром которого выступил Оливер Ирвинг. Его персонаж, Арт, переживающий кризис после расставания с девушкой, возвращается к родителям и приглашает в Лондон канадского гуру самопомощи, надеясь обрести новый смысл жизни. Ирвинг вспоминал, что на пробах Паттинсон, забыв текст, начал импровизировать — именно такая естественность и требовалась режиссёру. Сам актёр высоко оценил сценарий, отметив его оригинальность на фоне других предлагаемых ему проектов. Тогда же Паттинсон воплотил на экране образ молодого Сальвадора Дали в драме «Отголоски прошлого». Изначально он рассматривался на роль Федерико Гарсиа Лорки, возлюбленного Дали, но в итоге её получил Хавьер Бельтран. Фильм, повествующий о сложных отношениях между Дали, Лоркой и Луисом Бунюэлем в 1920-х годах, был встречен прохладно: критики, включая обозревателя Toronto Star, отмечали слабость сценария и актёрских работ, несмотря на визуальную выразительность картины.
Однако настоящий перелом в карьере Паттинсона произошёл в том же 2008 году, когда он сыграл вампира Эдварда Каллена в экранизации романа Стефани Майер «Сумерки». На эту роль претендовали около трёх тысяч актёров, но режиссёр Кэтрин Хардвик выделила Паттинсона за его «загадочную ауру» и внешность, соответствующую литературному образу. Для роли он освоил американский акцент и носил контактные линзы, а его игру во многом определило взаимодействие с Кристен Стюарт, исполнившей роль Беллы. Сюжет фильма, построенный на романтической линии между смертной девушкой и вампиром, а также на противостоянии с кровожадным Джеймсом, вызвал неоднозначные оценки критиков, но химия между Паттинсоном и Стюарт получила единодушное признание. Манола Даргис из The New York Times назвала актёра «талантливым и экзотически красивым», а Роджер Эберт отметил его идеальное соответствие роли.
В 2009 году Паттинсон снялся в короткометражной драме «Летний домик», позже вошедшей в киноальманах «Любовь и предательство» (2010) из пяти новелл, рассказывающих о жизни восьми людей из разных слоёв общества на пути к обретению счастья. Его герой, Ричард, пытается вернуть бывшую возлюбленную (Талула Райли), которую сам же и предал. В том же году вышла документальная лента Robsessed, посвящённая стремительному взлёту Паттинсона к славе. Осенью 2009 года состоялась премьера второй части саги — «Сумерки. Сага. Новолуние», где Паттинсон вновь сыграл Каллена. Фильм побил рекорды кассовых сборов, заработав $142,8 миллиона за первый уик-энд и в итоге заняв седьмое место в списке самых кассовых картин года. Несмотря на ограниченное экранное время персонажа, критики отметили выразительность игры Паттинсона. На церемонии MTV Movie Awards 2010 он получил три награды, подтвердив свой статус одного из самых востребованных актёров молодого поколения.
В 2010 году Паттинсон не только сыграл главную роль, но и выступил в качестве исполнительного продюсера драмы «Помни меня», рассказывающей о взрослении молодого человека на фоне семейной трагедии. Его персонаж, Тайлер Хокинс, — мятущийся студент, чьи отношения с героиней Эмили де Рэвин развиваются в атмосфере эмоциональной подавленности и попыток побороть личных демонов. Несмотря на неоднозначные оценки критиков, отметивших шаблонность сюжета, работа режиссёра Аллена Култера позволила Паттинсону продемонстрировать более глубокую игру по сравнению с его ранними ролями. В том же году он вновь вернулся к образу вампира Эдварда Каллена в третьей части саги — «Сумерки. Сага. Затмение», которая со сборами в $698,4 миллиона заняла шестое место в мировом прокате, подтвердив статус франшизы как культурного феномена.
Год спустя актёр радикально сменил амплуа, сыграв ветеринара Джейкоба Дженковски в романтической драме «Воды слонам!» — экранизации бестселлера Сары Груэн. Воссоединившись на экране с Риз Уизерспун, Паттинсон воплотил образ мечтательного юноши, втянутого в бурный роман в мире бродячего цирка 1930-х годов. Хотя фильм получил смешанные отзывы, его исполнение было высоко оценено: Ричард Корлисс из Time отметил, что Паттинсон демонстрирует «качество настоящей звезды», сочетая хрупкость с внутренней силой. Однако в конце 2011 года ему вновь пришлось надеть знаменитый вампирский грим для «Сумерек. Сага. Рассвет: Часть 1», собравшей $712 миллионов и ставшей четвёртым самым кассовым фильмом года, несмотря на прохладный приём критиков, называвших франшизу «исчерпавшей себя».
2012 год стал переломным в карьере Паттинсона: он сознательно отошёл от коммерческого кино, выбрав сложные характеры в авторских проектах. В экранизации романа Ги де Мопассана «Милый друг» он предстал в роли циничного журналиста Жоржа Дюруа, чьё восхождение по социальной лестнице построено на манипуляциях. Но настоящим прорывом стало сотрудничество с Дэвидом Кроненбергом в «Космополисе» — философской притче о миллиардере Эрике Пэкере, за день теряющем контроль над своей жизнью. Премьера фильма на Каннском кинофестивале, где он участвовал в борьбе за главный приз — «Золотую пальмовую ветвь», — стала событием, вызвавшим единодушное одобрение кинокритиков. Робби Коллин из The Daily Telegraph в восторженной рецензии охарактеризовал игру Паттинсона как «подлинную сенсацию», отметив, что актёр изображает своего персонажа «словно живой вулканический кратер: с каменной внешностью, но с бурлящими в глубине пластами нервной энергии и саморазрушительной ярости». Оуэн Глейберман (Entertainment Weekly) подчеркнул, что Паттинсон, «бледный и хищный даже без вампирской эстетики „Сумерек“», произносит реплики с «холодной афористичностью» и «гипнотической ритмичностью». Этот успех контрастировал с завершением «сумеречной» эпопеи — «Рассвет: Часть 2» стала самой кассовой частью франшизы ($829 миллионов), поставив точку в истории, которая навсегда изменила траекторию карьеры актёра, но от которой он стремился дистанцироваться, выбирая всё более смелые роли.

### 2013—2019. Участие в авторском кино
В мае 2014 года на Каннском кинофестивале состоялись премьеры сразу двух фильмов с участием Паттинсона. Первым проектом стал постапокалиптический вестерн Дэвида Мишо «Ровер», где актёр сыграл роль Рейнольдса — наивного и травмированного молодого человека, брошенного братом после ограбления. Съёмки проходили в Австралии на протяжении семи недель, а действие фильма разворачивалось в выжженной пустыне через десять лет после глобального экономического коллапса. Скотт Фондас из Variety похвалил его убедительный акцент уроженца американского Юга и «сдержанное достоинство», которое предотвратило превращение персонажа в излишне сентиментальный образ. Вторым фильмом стала сатирическая драма Кроненберга «Звёздная карта», в которой Паттинсон воплотил образ Джерома Фонтаны — водителя лимузина и неудачливого актёра, мечтающего о карьере сценариста. Режиссёр назвал решение пригласить Паттинсона «очевидным», подчеркнув его изобретательность как исполнителя. Роль, хотя и не главная, была тепло встречена критиками: Робби Коллин отметил, что актёр сыграл «очаровательно», органично вписавшись в гротескный мир голливудских амбиций.

Следующим этапом стало сотрудничество с легендарным Вернером Херцогом в биографической ленте «Королева пустыни» (2015), посвящённой жизни путешественницы и писательницы Гертруды Белл. Паттинсон досталась роль Т. Э. Лоуренса (Лоуренса Аравийского), которую он интерпретировал неожиданно иронично — его персонаж предстал саркастичным наблюдателем, резко контрастирующим с классическим образом, созданным Питером О’Тулом в 1962 году. Джеффри Макнаб из The Independent отметил эту смелую трактовку, а Дэвид Руни из The Hollywood Reporter выделил «лёгкую химию» между Паттинсоном и Николь Кидман, игравшей главную роль. Почти одновременно на экраны вышла ещё одна биографическая драма — «Лайф» Антона Корбейна, раскрывающая сложные отношения между фотографом Деннисом Стоком (Паттинсон) и Джеймсом Дином (Дэйн Дехаан) в 1950-х годах. Актёр мастерски передал внутренний конфликт своего персонажа — профессионала, разрывающегося между коммерческими заказами и художественными амбициями. Гай Лодж из Variety охарактеризовал его игру как «искусно нюансированную», а Дэвид Руни назвал этот образ «наиболее целостным» в фильме. 
Завершил этот насыщенный период участием в дебютной работе Брэди Корбета «Детство лидера», где Паттинсон исполнил сразу две роли: журналиста времён Первой мировой и взрослую версию главного героя. Его игра, выдержанная в стилистике европейского артхауса, получила высокие оценки: Питер Брэдшоу из The Guardian описал её как «изысканную», а обозреватель Screen International Ли Маршалл отметил «безупречное владение экранным временем».
В 2016 году Паттинсон появился в исторической приключенческой драме «Затерянный город Z» режиссёра Джеймса Грэя, созданной кинокомпанией Plan B Entertainment. Фильм, повествующий о британском исследователе Перси Фосетте, исчезнувшем в дождевых лесах Амазонии в поисках мифического города, был представлен на Нью-Йоркском кинофестивале. Паттинсон, утверждённый ещё в 2013 году на роль капрала Генри Костина, ради роли преобразился до неузнаваемости — отрастил густую бороду и сбросил около 16 кг. Несмотря на кассовые сборы, не оправдавшие ожиданий, его игра получила высокие оценки критиков: издание Us Weekly назвало её «завораживающей», а The Guardian отметило, что персонаж Паттинсона оказался «значительно интереснее», чем главный герой (Чарли Ханнэм), и зрители невольно хотели видеть именно его в центре повествования.
Следующей знаковой работой актёра стал криминальный триллер братьев Сафди «Хорошее время» (2017), где он сыграл Конни Никаса — отчаянного грабителя банков, пытающегося вызволить брата из тюрьмы. Премьера фильма на Каннском кинофестивале стала триумфом: Variety охарактеризовал игру Паттинсона как «вершину его карьеры», IndieWire — как «лучшую на тот момент», а The Hollywood Reporter провёл параллели с легендарным исполнением Аль Пачино в «Собачьем полдне». Эта роль принесла актёру первую номинацию на премию «Независимый дух» за лучшую мужскую роль. В тот же период Паттинсон снялся для GQ в короткометражном фильме «Страх и стыд», где в абсурдистской манере обыграл свои сложные отношения с публичностью, изобразив попытку купить хот-дог, постоянно прерываемую назойливыми поклонниками и папарацци.  
В 2018 году актёр вернулся к комедийному жанру после десятилетнего перерыва, сыграв эксцентричного ковбоя Сэмюэля Алабастера в пародийном вестерне братьев Зеллнер «Девица» (2018). Его исполнение, названное Entertainment Weekly «блестяще безумным», вызвало сравнения с харизматичными персонажами Джейка Джилленхола. Завершил год ещё одним амбициозным проектом — научно-фантастической драмой Клер Дени «Высшее общество», действие которой разворачивается на космическом корабле, летящем к чёрной дыре. Изначально режиссёр рассматривала на главную роль Филипа Сеймура Хоффмана, но, впечатлившись целеустремлённостью и энтузиазмом Паттинсона, выбрала его. В образе Монте, одинокого отца, воспитывающего дочь в замкнутом пространстве корабля, актёр создал один из своих самых многогранных персонажей. Критики единодушно отметили его «гипнотическое присутствие» (Screen International) и «обжигающую эмоциональную интенсивность» (The Playlist), подтвердив его статус одного из самых неординарных актёров своего поколения.
В 2019 году одной из первых работ Паттинсона стал психологический хоррор Роберта Эггерса «Маяк», снятый в чёрно-белой эстетике и повествующий о двух смотрителях маяка на изолированном острове в Новой Англии 1890-х годов. Фильм, представленный в программе «Двухнедельник режиссёров» в Каннах, получил восторженные отзывы критиков, особо отметивших актёрскую игру Паттинсона. Обозреватель Питер Брэдшоу назвал его исполнение «гипнотическим» и сравнил с «ударом кувалды», сила которого лишь нарастает по ходу повествования. За эту роль актёр вторично был номинирован на премию «Независимый дух» в категории «Лучшая мужская роль».
В том же году на Венецианском кинофестивале состоялись премьеры ещё двух картин с участием Паттинсона. В исторической драме «Король Англии» — его втором сотрудничестве с Мишо, основанном на пьесах Шекспира, — он воплотил образ дофина Людовика, антагониста Генриха V (Тимоти Шаламе). Актёр сознательно выбрал для персонажа эксцентричный французский акцент, вдохновляясь манерами представителей французской модной индустрии. Несмотря на неоднозначную реакцию на этот художественный выбор, большинство рецензентов сочли его игру одной из самых запоминающихся в фильме. Менее единодушным оказался приём его следующей работы — роли офицера в антиколониальной драме Сиро Герры «В ожидании варваров» по роману Дж. М. Кутзее. Критики, включая обозревателя The Hollywood Reporter, отмечали, что персонаж Паттинсона оказался на фоне мощных партий Марка Райлэнса и Джонни Деппа слишком блёклым и скованным.

### 2020—н.в.Возвращение к крупнобюджетным проектам
В 2020 году актёр вернулся к ролям в блокбастерах, сыграв наставника шпиона Нила в научно-фантастическом триллере Кристофера Нолана «Довод» (2020). Для создания образа он изучал манеру речи и жесты писателя Кристофера Хитченса. Рецензентка The New York Times Джессика Кианг выделила органичный актёрский дуэт Паттинсона с Джоном Дэвидом Вашингтоном. В том же году он появился в психологическом триллере «Дьявол всегда здесь» (2020) по роману Дональда Рэя Поллока, где сыграл развратного проповедника Престона Тигардина — роль, которую Rolling Stone охарактеризовал как «скользкую, жутковатую и завораживающую». В мае 2021 года Паттинсон заключил соглашение с Warner Bros. и HBO о совместной разработке и продюсировании проектов, что ознаменовало новый этап в его карьере — переход к созданию контента.
Знаковой для карьеры актёра стала роль Бэтмена и его альтер-эго Брюса Уэйна в одноимённом супергеройском фильме 2022 года режиссёра Мэтта Ривза. После ухода Бена Аффлека из роли Ривз изначально писал персонажа с оглядкой на Паттинсона, впечатлившись его игрой в криминальном триллере «Хорошее время». Несмотря на первоначальный скепсис части фанатов, фильм добился как кассового успеха, так и признания критиков, а исполнение Паттинсона было высоко оценено. Дэвид Руни отметил, что актёр «завораживает в каждом кадре», подчеркнув глубину его трактовки культового персонажа.
В 2023 году Паттинсон занялся озвучиванием, подарив голос серой цапле в англоязычном дубляже анимационного фильма Хаяо Миядзаки «Мальчик и птица». Параллельно он развивает продюсерскую деятельность через свою компанию Icki Eneo Arlo: одним из первых проектов стал чёрная комедия Себастьяна Сильвы «Истлевший на солнце» (2023), получившая признание кинокритиков.
В 2025 году актёр появился в научно-фантастической ленте Пон Джун Хо «Микки 17» — экранизации романа «Микки-7». Он сыграл Майки Барнса, члена космической экспедиции, которого отправляют на смертельно опасные задания благодаря технологии клонирования с сохранением памяти. Критики единодушно отметили виртуозность Паттинсона, которому удалось создать два эмоционально противоположных варианта одного персонажа. Дэвид Эрлих из IndieWire назвал эту работу «одной из вершин его актёрской карьеры». Менее удачным оказался триллер «Умри, моя любовь», где Паттинсон снялся вместе с Дженнифер Лоуренс в роли её мужа Джексона. Хотя оба актёра, по мнению обозревателя Vogue Радхики Сет, продемонстрировали полную самоотдачу, слабый сценарий не позволил раскрыть их потенциал. Оуэн Глейберман и вовсе назвал персонажа Паттинсона «неприятным и бестолковым», что стало редким провалом в его фильмографии.
В ближайших планах актёра — романтический фильм «Драма» с Зендеей, где они сыграют пару, переживающую кризис отношений. Также Паттинсон выступит продюсером и исполнителем главной роли в триллере «Прайм-тайм», посвящённом журналистскому расследованию преступного синдиката. Особый интерес вызывает его повторное сотрудничество с Ноланом в эпической ленте «Одиссея» (2026), детали которой пока держатся в секрете.

## Прочая активность

### Сотрудничество с индустрией моды
Паттинсон начал карьеру модели в 12 лет и продолжал работать в этой сфере около четырёх лет. В интервью журналу Closer в декабре 2008 года он с иронией объяснял непродолжительность своего модельного опыта излишне мужественной внешностью. Тем не менее, в подростковом возрасте он снимался для британских молодёжных журналов, рекламировал одежду бренда Hackett и коллекции дизайнера Николь Фари. В ноябре 2010 года Паттинсону предложили контракт на миллион фунтов стерлингов в качестве лица Burberry, однако он отказался от этого предложения.
Поворотным моментом в его сотрудничестве с модной индустрией стал июнь 2013 года, когда он был объявлен новым амбассадором аромата Dior Homme. В сентябре того же года вышел чёрно-белый рекламный короткометражный фильм, где он снялся вместе с франко-американской моделью Камиль Роу. С тех пор Паттинсон регулярно участвует в рекламных кампаниях бренда, работая с такими режиссёрами, как Ромен Гаврас и дуэт The Blaze, а также с культовыми фотографами — Питером Линдбергом, Нан Голдин и Микаэлем Янссоном. Кампания 2013 года получила особое признание: Голдин выпустила фотоальбом Robert Pattinson: 1000 Lives, запечатлевший образы актёра в рамках этого проекта. В феврале 2016 года Паттинсон стал первым глобальным амбассадором линейки мужской одежды Dior Homme, снявшись для печатных рекламных кампаний под руководством Карла Лагерфельда и Линдберга.
Размышляя в 2020 году о своём почти десятилетнем сотрудничестве с Christian Dior, Паттинсон подчёркивал вневременную эстетику бренда: «Диор обладает особым качеством — чувством вневременности, словно он призван существовать вечно, подобно монументальному символу стиля».

### Музыка
Паттинсон с детства увлекается музыкой — он освоил гитару и фортепиано уже к четырём годам и на протяжении всей жизни продолжает сочинять собственные композиции. Его музыкальный талант неоднократно находил применение в кинематографе: так, для саундтрека к первой части «Сумерек» (2008) он записал две песни — «Never Think» (написанную в соавторстве с Сэмом Брэдли) и кавер на композицию Маркуса Фостера и Бобби Лонга «Let Me Sign». Режиссёр Кэтрин Хардвик изначально включила его демозаписи в черновой монтаж фильма без ведома актёра, но позже Паттинсон признал, что одна из песен идеально дополнила ключевую сцену. Он также участвовал в создании музыки для фильма «Переходный возраст», исполнив три оригинальных трека, написанных Джо Хастингсом.
Несмотря на очевидные способности, Паттинсон долгое время относился к музыке скорее как к хобби, отмечая: «Я никогда ничего толком не записывал… просто играл в пабах». На вопрос о возможной профессиональной музыкальной карьере он с юмором отвечал, что рассматривает её как «запасной вариант, если с актёрством не сложится». Тем не менее в 2010 году Национальная ассоциация музыкальных торговцев признала его самым неожиданным, но влиятельным музыкантом Голливуда.
Его экспериментальный подход проявился в сотрудничестве с группой Death Grips — в 2013 году гитарные партии Паттинсона, записанные барабанщиком коллектива Заком Хиллом на смартфон во время джема, вошли в композицию «Birds» с альбома Government Plates. В марте 2017 года актёр сообщил в интервью, что пишет музыку для вестерна «Девица» (2018), а два года спустя совместно с британской группой Tindersticks выпустил меланхоличную балладу «Willow» для научно-фантастической драмы «Высшее общество». Одним из самых необычных его музыкальных появлений стал камео в октябре 2020 года во время исполнения песни «3 a.m.» группой Haim на шоу Сета Майерса. Паттинсон записал вступительную партию в формате spoken-word через FaceTime, эффектно обыграв телефонный диалог, который звучит в оригинальной версии трека.

### Благотворительность
Роберт Паттинсон активно участвует в благотворительной деятельности, поддерживая разнообразные гуманитарные инициативы. Его вовлечение включает сотрудничество с организацией ECPAT UK в кампании по противодействию сексуальной эксплуатации детей и молодёжи, а также помощь в сборе $56 000 для этой цели на мероприятии фонда amfAR во время Каннского кинофестиваля 2009. В январе 2010 года актёр принял участие в телемарафоне Hope for Haiti Now, направленном на оказание помощи жертвам землетрясения на Гаити. В поддержку GO Campaign он организовал аукционы, предоставив возможность посетить съёмки фильма «Рассвет» и частный показ «Сумерек: Сага. Рассвет — Часть 1», что принесло организации $80 000.  
В августе 2011 года, выступая на церемонии Teen Choice Awards, Паттинсон использовал трибуну для привлечения внимания к проблеме рака, анонсировав кампанию Cancer Bites. Демонстрируя личное участие, он посетил Детскую больницу Лос-Анджелеса в августе 2013 года, пообщавшись с юными пациентами, а в сентябре того же года присоединился к International Medical Corps  в качестве одного из их первых респондентов для повышения осведомлённости о готовности к катастрофам.
Паттинсон также регулярно участвует в благотворительных аукционах: в ноябре 2013 года на мероприятии Go Go Gala (GO Campaign) он приобрёл виолончель из переработанных материалов за $5 600, а в мае 2014 года пожертвовал свой велосипед для аукциона в пользу Службы летающих докторов, оказывающей медицинскую помощь жителям отдаленных районов Австралии. В 2014 году он поддержал акцию ALS Ice Bucket Challenge для борьбы с боковым амиотрофическом склерозом и вновь участвовал в ежегодном мероприятии GO Campaign. В октябре 2015 года актёр присоединился к Глобальной кампании по достижению Целей устойчивого развития, нацеленной на искоренение бедности, а в том же году стал первым официальным амбассадором GO Campaign.
В мае 2019 года на Каннском кинофестивале Паттинсон совместно с Хелен Миррен провёл благотворительный вечер от имени Голливудской ассоциации иностранной прессы, в ходе которого организация перечислила $500 000 международной гуманитарной организации Help Refugees. Во время локдауна, вызванного пандемией COVID-19 в начале 2020 года, он сделал пожертвование в экстренный фонд GO Campaign для обеспечения продуктами питания и средствами гигиены уязвимых семей в Лондоне и Лос-Анджелесе. Позже, в 2020 году, во время съёмок фильма «Бэтмен» в Ливерпуле, Паттинсон проявил внимание к юному поклоннику с аутизмом, отправив ему набор подарков с символикой DC Batman, когда личная встреча оказалась невозможной.

## Публичный образ
Сексуальная привлекательность Паттинсона неоднократно становилась предметом обсуждения в медиа, а кинокритики и глянцевые издания единодушно признают его статус секс-символа современного кино. Журнал People дважды — в 2008 и 2009 годах — включал актёра в свой ежегодный список «Самых сексуальных мужчин года»,  а британское издание Glamour в 2009-м присвоило ему титул «Самого сексуального мужчины планеты». В том же году Vanity Fair провозгласил Паттинсона «самым красивым мужчиной в мире», поставив его в один ряд с Анджелиной Джоли, названной самой красивой женщиной. Портал AskMen включил его в топ-49 самых влиятельных мужчин года, что подчеркнуло не только его внешнюю привлекательность, но и культурное влияние.
Его стиль также не остался без внимания: в 2010 году GQ и Glamour единогласно признали Паттинсона «Самым стильно одетым мужчиной», отметив его элегантность и современный подход к моде. В том же году People поместил его на обложку специального выпуска «Самые красивые люди мира», а Vanity Fair включил в список «Топовых голливудских заработков», оценив его доход за 2009 год в $18 миллионов. К 2025 году совокупные сборы фильмов с его участием превысили $4,7 миллиарда, что лишь подтвердило его статус одного из самых востребованных актёров своего поколения.
Несмотря на популярность, Паттинсон с иронией относится к некоторым аспектам своей славы. Например, он неоднократно выражал недовольство прозвищем «RPattz», шутливо заявляя, что готов «задушить» того, кто его придумал. Тем не менее, его финансовый успех остаётся серьёзным аргументом в пользу влияния: в 2010 году британская газета The Sunday Times включила его в список самых богатых молодых миллионеров Великобритании с состоянием в £13 миллионов. Time назвал его одним из 100 самых влиятельных людей мира, а Forbes — поместил в рейтинг Celebrity 100. Дополнительным признанием стали две награды BBC Radio 1 Teen Awards в категориях «Лучший актёр» и «Лучший стиль».
В последующие годы его финансовые достижения и медийное присутствие только росли. В 2011 году Vanity Fair поставил его на 15-е место в рейтинге «Топ-40 звёзд Голливуда», оценив его доход за предыдущий год в $27,5 миллионов. GQ и Glamour вновь назвали его иконой стиля и самым сексуальным мужчиной в 2012 году. К 2013-му его состояние достигло £45 миллионов, что обеспечило ему вторую строчку в списке Glamour «Самые богатые британские знаменитости до 30 лет». Лондонская газета Evening Standard дважды — в 2013 и 2014 годах — включала его в число самых влиятельных персон столицы, а Heat в 2014-м поместил на третье место в своём «Рейтинге богатейших молодых британских звёзд» с доходом в $82,89 миллиона. Forbes в том же году назвал его 13-м самым высокооплачиваемым актёром, заработавшим $20 миллионов.

## Мастерство и стиль актёрской игры
Если во время съёмок сцены я вижу, что другой актёр ожидает, что я сыграю так, как играю обычно, если я вижу, что не могу удивить его, чувствую себя глупо.
Паттинсон получил репутацию актёра, сознательно выбирающего разноплановые роли — от камерных независимых картин до масштабных экшен-проектов, — что позволило ему закрепиться в числе наиболее востребованных звёзд первой величины. Как отметил в 2025 году кинокритик Дэвид Фир из Rolling Stone, Паттинсон стал «главным эксцентриком кино XXI века» и одним из «самых неординарных актёров первой величины». Обозреватель The Daily Telegraph Александр Ларман охарактеризовал его как «безукоризненного профессионала в любой роли», подчеркнув, что актёр осознанно выбирает сложные характерные роли, открывающие новые грани его таланта. Журналистка The Guardian Венди Айд обратила внимание на формирование у Паттинсона особого экранного амплуа после работы с деятелями авторского кино: его персонажи неизменно выделяются на фоне «отполированных до блеска» современных киногероев благодаря намеренной нервности и психологической глубине. Режиссёр Мэтт Ривз, сотрудничавший с актёром в «Бэтмене» (2022), в интервью GQ сравнил его с хамелеоном, отметив: «Он никогда не играет персонажа своим обычным голосом — для него голос становится инструментом перевоплощения». Аналитик Screen Rant Джордан Вудс отметил, что после саги «Сумерки» (2008—2012) Паттинсон стал заложником своего образа, но в «Бэтмене» он продемонстрировал «настоящую актёрскую игру».
Как отмечает Алекс Мошакис из The Guardian, Паттинсон чаще всего воплощает на экране «сложных, зачастую эксцентричных персонажей». Сам актёр признаётся, что с особым интересом берётся за роли, противоположные его реальной личности — по его словам, в жизни он человек спокойный, непритязательный и вполне «обыкновенный». «Меня завораживают персонажи, совершающие необъяснимые поступки, — объясняет он. — В их ошибках есть что-то человеческое: растерянность, абсурдность, даже комизм». В отличие от многих коллег, предпочитающих оставаться в образе на протяжении всего съёмочного процесса, Паттинсон фокусируется исключительно на моментах перед камерой. Свой подход к актёрской игре он сравнивает с «забегом к краю пропасти и прыжком в пустоту»: «Иногда это выглядит как чистое безумие — и тогда ты просто кажешься сумасшедшим. Но бывает, что это полностью отключает рациональное мышление, и тогда — вот оно, идеальное состояние». Для погружения в роль Паттинсон нередко прибегает к радикальным методам: от полного физического истощения до провокационных экспериментов. На съёмках одних картин он намеренно изолировался от съёмочной группы, запираясь в подвале, на других — появлялся на площадке в состоянии, далёком от трезвого. Во время работы над «Драмой» он признавался, что «три дня провёл на грани помешательства».
Журналист GQ Дэниел Райли характеризует карьеру Паттинсона как результат уникального сочетания «таланта, амбиций, удачи, обрушившейся славы и смелых творческих решений». Сам актёр признаётся, что креативные озарения приходят к нему лишь в состоянии мощного выброса адреналина — тогда, когда он оказывается на грани эмоционального и физического предела. Кроме того, Паттинсон уделяет большое внимание изучению работ других художников — он убеждён, что постоянное чтение и просмотр фильмов оттачивают его вкус и чувство стиля, помогая точнее воплощать на экране даже самых неоднозначных персонажей. Чтобы добиться максимальной достоверности игры, он намеренно создаёт на съёмочной площадке атмосферу неопределённости: «Я делаю всё возможное, чтобы не понимать до конца, что происходит, — объясняет он. — Оказаться в состоянии растерянности, перегруженности, как будто события разворачиваются на самом деле». Такой подход, требующий полного погружения в роль, нередко приводит к неожиданным творческим открытиям. Как отмечает The Guardian, именно благодаря выбору «неоднозначных, далёких от коммерческих шаблонов ролей» Паттинсон оказался в числе актёров, снявшихся «в лучших фильмах 2010-х». По мнению кинокритика TheWrap Алекса Уэлча, он не просто вошёл в число самых востребованных звёзд мирового кино, но и заслужил репутацию артиста, работы которого «не просто заслуживают внимания, а требуют осмысленного поиска».
Паттинсон неоднократно называл французского актёра Жан-Поля Бельмондо «самым харизматичным актёром в истории кино», а его фильм «Безумный Пьеро» (1965) — одной из своих любимых картин. Его собственный актёрский метод формировался под влиянием совершенно разных, порой неожиданных источников. Например, при подготовке к роли Бэтмена он вдохновлялся игрой Аль Пачино в «Крёстном отце» (1972) и образом Курта Кобейна. Ещё более неочевидными оказались его референсы для роли в научно-фантастическом фильме «Микки 17» (2025): Паттинсон изучал манеру исполнения Стива-О и Джонни Ноксвилла в комедийном скетч-фильме «Чудаки» (2002), стремясь передать на экране ту же бесшабашную, почти разрушительную непосредственность. Особое влияние на его профессиональное становление оказало сотрудничество с выдающимися авторами современного кино. Работа с Дэвидом Кроненбергом («Космополис»), Клер Дени («Высшее общество»), Робертом Эггерсом («Маяк») и братьями Сафди («Хорошее время») не просто расширила его актёрский диапазон, но и сформировала особый подход к созданию персонажей — через глубокий психологический анализ, физическую трансформацию и готовность к экспериментам.

## Личная жизнь
Паттинсон известен своим стремлением оградить личную жизнь от внимания публики и неоднократно высказывал резко критическое отношение к папарацци и бульварной прессе. В интервью 2017 года актёр признался, что с самого начала карьеры испытывал тревожность, связанную с постоянным медийным вниманием. 
Его романтические отношения нередко становились объектом пристального интереса СМИ. В 2009 году пресса активно обсуждала его связь с коллегой по саге «Сумерки» Кристен Стюарт. В июле 2012 года разразился скандал, когда Стюарт была сфотографирована в компрометирующей ситуации с женатым режиссёром Рупертом Сандерсом,с которым работала над фильмом «Белоснежка и охотник». Оба принесли публичные извинения, и Паттинсон, несмотря на первоначальный разрыв, ненадолго возобновил отношения со Стюарт, которые окончательно завершились в мае 2013 года.
Следующим серьёзным романом актёра стали отношения с британской певицей FKA twigs, с которой он познакомился в сентябре 2014 года. Пара даже объявила о помолвке, но в октябре 2017 года рассталась. Этот опыт вдохновил музыкантку на создание альбома Magdalene (2019). С 2018 года Паттинсон состоит в отношениях с актрисой и певицей Сьюки Уотерхаус. Их союз, в отличие от предыдущих, отличается сдержанностью: пара редко появляется вместе на публике и практически не комментирует детали личной жизни. Тем не менее в декабре 2023 года стало известно об их помолвке, а в марте 2024 года у них родилась дочь.

## Достижения и награды
Творческие достижения Паттинсона отмечены номинациями на такие престижные кинематографические награды, как премия Австралийской академии кинематографа и телевидения (AACTA), Canadian Screen Award, «Готэм» «Независимый дух» (дважды).
Популярность актёра нашла отражение и в массовой культуре: в 2010 году его восковые фигуры были установлены в музеях мадам Тюссо в Лондоне и Нью-Йорке. 3 ноября 2011 года, Паттинсон вместе с коллегами по саге «Сумерки» Кристен Стюарт и Тейлором Лотнером оставил отпечатки рук и ног на аллее славы перед кинотеатром Grauman's Chinese Theatre в Голливуде. Уникальным знаком признания стало и решение российского астронома Тимура Крячко, который в 2014 году назвал открытый им астероид (246789) в честь актёра — 246789 Паттинсон.

## Фильмография
| Год  |     | Русское название                 | Оригинальное название                     | Роль                  |
| ---- | --- | -------------------------------- | ----------------------------------------- | --------------------- |
| 2004 | ф   | Ярмарка тщеславия                | Vanity Fair                               | Взрослый Роуди Кроули |
| 2004 | тф  | Кольцо Нибелунгов                | Ring of the Nibelungs                     | Гизелер               |
| 2005 | ф   | Гарри Поттер и Кубок огня        | Harry Potter and the Goblet of Fire       | Седрик Диггори        |
| 2006 | тф  | Преследователь Тоби Джагга       | The Haunted Airman                        | Тоби Джагг            |
| 2007 | ф   | Гарри Поттер и Орден Феникса     | Harry Potter and the Order of the Phoenix | Седрик Диггори        |
| 2007 | тф  | Дневник плохой мамаши            | The Bad Mother’s Handbook                 | Дэниел Гейл           |
| 2008 | ф   | Сумерки                          | Twilight                                  | Эдвард Каллен         |
| 2008 | ф   | Переходный возраст               | How to Be                                 | Арт                   |
| 2008 | ф   | Отголоски прошлого               | Little Ashes                              | Сальвадор Дали        |
| 2009 | ф   | Сумерки. Сага. Новолуние         | The Twilight Saga: New Moon               | Эдвард Каллен         |
| 2009 | кор | Летний домик                     | The Summer House                          | Ричард                |
| 2010 | ф   | Помни меня                       | Remember Me                               | Тайлер Хоукинс        |
| 2010 | ф   | Сумерки. Сага. Затмение          | The Twilight Saga: Eclipse                | Эдвард Каллен         |
| 2010 | ф   | Любовь и предательство           | Love & Distrust                           | Ричард                |
| 2011 | ф   | Сумерки. Сага: Рассвет — Часть 1 | The Twilight Saga: Breaking Dawn - Part 1 | Эдвард Каллен         |
| 2011 | ф   | Воды слонам!                     | Water for Elephants                       | Джейкоб Дженковски    |
| 2012 | ф   | Милый друг                       | Bel Ami                                   | Жорж Дюруа            |
| 2012 | ф   | Сумерки. Сага: Рассвет — Часть 2 | The Twilight Saga: Breaking Dawn - Part 2 | Эдвард Каллен         |
| 2012 | ф   | Космополис                       | Cosmopolis                                | Эрик Пэкер            |
| 2014 | ф   | Ровер                            | The Rover                                 | Рейнольдс             |
| 2014 | ф   | Звёздная карта                   | Maps to the Stars                         | Джером Фонтана        |
| 2015 | ф   | Лайф                             | Life                                      | Деннис Сток           |
| 2015 | ф   | Королева пустыни                 | Queen of the Desert                       | Томас Эдвард Лоуренс  |
| 2016 | ф   | Детство лидера                   | The Childhood of a Leader                 | Чарльз / Лидер        |
| 2016 | ф   | Затерянный город Z               | The Lost City of Z                        | Генри Костин          |
| 2017 | ф   | Хорошее время                    | Good Time                                 | Конни Никас           |
| 2018 | ф   | Девица                           | Damsel                                    | Сэмюэл                |
| 2018 | ф   | Высшее общество                  | High Life                                 | Монте                 |
| 2019 | ф   | Маяк                             | The Lighthouse                            | Эфраим Уинслоу        |
| 2019 | ф   | Король Англии                    | The King                                  | дофин Людовик         |
| 2019 | ф   | В ожидании варваров              | Waiting for the Barbarians                | Мендель               |
| 2020 | ф   | Довод                            | Tenet                                     | Нил                   |
| 2020 | ф   | Дьявол всегда здесь              | The Devil All the Time                    | Престон Тигардин      |
| 2022 | ф   | Бэтмен                           | The Batman                                | Брюс Уэйн / Бэтмен    |
| 2023 | мф  | Мальчик и птица                  | The Boy and the Heron                     | серая цапля           |
| 2025 | ф   | Микки 17                         | Mickey 17                                 | Микки                 |
| 2025 | ф   | Умри, моя любовь                 | Die, My Love                              | Джексон               |
| 2025 | ф   | Драма                            | The Drama                                 |                       |
| 2026 | ф   | Одиссея                          | The Odyssey                               |                       |
|      | ф   | Прайм-тайм                       | Primetime                                 |                       |

## Дискография
| Год  | Название                            | Саундтрек          |
| ---- | ----------------------------------- | ------------------ |
| 2008 | «Never Think»                       | Сумерки            |
| 2008 | «Let Me Sign»                       | Сумерки            |
| 2009 | «Chokin' on the Dust» (Part 1)      | Переходный возраст |
| 2009 | «Chokin' on the Dust» (Part 2)      | Переходный возраст |
| 2009 | «Doin' Fine»                        | Переходный возраст |
| 2018 | «Honeybun»                          | Девица             |
| 2019 | «Willow» (совместно с Tindersticks) | Высшее общество    |